# Distretto di Koh Band
Il distretto di Koh Band è un distretto dell'Afghanistan appartenente alla provincia di Kapisa. Viene stimata una popolazione di 12 197 abitanti (stima 2016-17).